# Myrmecomelix
Genre
Synonymes
- Myrmecoxenus Millidge, 1991 nec Chevrolat, 1835

Myrmecomelix est un genre d'araignées aranéomorphes de la famille des Linyphiidae.

## Distribution
Les espèces de ce genre se rencontrent au Pérou et en Équateur.

## Liste des espèces
Selon World Spider Catalog (version 16.5, 30/10/2015) :
- Myrmecomelix leucippus Miller, 2007
- Myrmecomelix pulcher (Millidge, 1991)

## Publications originales
- Platnick, 1993 : Advances in spider taxonomy 1988-1991, with synonymies and transfers 1940-1980. New York, p. 1-846.
- Millidge, 1991 : Further linyphiid spiders (Araneae) from South America. Bulletin of the American Museum of Natural History, no 205, p. 1-199 (texte intégral).